# سمورودینو
سمورودینو (انگلیسی: Smorodino) یک شهرک در بخش گرایفسکی استان بلگورود کشور روسیه است.